# Navas (metropolitana di Barcellona)
Navas (anticamente Navas de Tolosa) è una stazione della Linea 1 della Metropolitana di Barcellona, situata sotto la Avinguda Meridiana nel distretto di Sant Andreu.
La stazione è stata inaugurata nel 1953, faceva allora parte del Ferrocarril Metropolitano Trasversal, e si chiamava Navas de Tolosa. Nel 1982 con la riorganizzazione delle linee la stazione passò a servire l'allora nuova L1 e cambiò la denominazione nell'attuale Navas.
Il 21 febbraio 2007 un venditore sordo della lotteria ONCE è morto in questa stazione, per essere stato spinto sulle rotaie.